# Arnaldo Abrantes
Arnaldo Luís Isaías Abrantes (Cova da Piedade, 27 de Novembro de 1986), é um velocista português, especialista nas distancias de 100 m e 200 m e na estafeta de 4 x 100 Metros.
Filho de outro grande velocista e com o mesmo nome, Arnaldo Abrantes.
Iniciou-se no Núcleo desportivo juvenil do Laranjeiro em 1999 onde esteve até 2003.
Em 2004 tornou-se atleta do Sport Lisboa e Benfica, sendo que em 2006 ingressou ao Sporting Clube de Portugal. Em 2011, ficou atleta individual, tendo regressado ao Benfica em 2012.

## 2007
Nas Universíadas de Banguecoque, conseguiu um honroso 6º lugar na final dos 100 metros, com a marca de 10,53s.
Participou nos Campeonatos Europeus de Sub23 em Debrecen. Competiu nos 100 e 200 metros chegando às meias-finais em ambas as provas. No entanto, o ponto alto destes Campeonatos, foi a medalha de prata obtida na estafeta de 4x100 metros com os colegas Dany Gonçalves, Ricardo Martins e Yazaldes Nascimento.
No Campeonato Mundial de Atletismo (Osaka 2007) na prova de 200 metros atingiu os Quartos-de-Final. Além de se apurar para os Jogos Olímpicos de 2008 e de bater o recorde pessoal e nacional de Sub23, estabeleceu a melhor marca europeia do ano de Sub23 com 20.48 segundos.

## 2008
Em antevisão dos Jogos Olímpicos de 2008, revelou-se bastante confiante em alcancar um bom resultado, fruto do estatuto alcancado de segundo sprinter no atletismo português (depois de Francis Obikwelu), que viria a anunciar o abandono da modalidade, foi afastado na primeira ronda qualificativa dos 200 metros, bastante abaixo da sua melhor marca do ano, ficando no último lugar da sua série.

## 2009
Voltou a fazer uma época ao seu nível, melhorando o seu recorde pessoal dos 100 metros para 10.19 segundos (que o torna o 3º melhor velocista português de sempre) e com uma marca de 20.51 segundos aos 200 metros, ficando apenas a 3 centésimos dos 20.48 segundos realizados nos Campeonatos Mundiais de Osaka 2007. O principal feito de 2009 foi sem dúvida o brilhante 2º lugar no Campeonato Europeu de Equipas nos 200 metros  perante o público português em Leiria), ficando apenas atrás de Dwain Chambers. Nos Campeonatos de Portugal ficou em 2º lugar, logo atrás de Francis Obikwelu, com a marca 10.13 segundos. Esta marca não conta como recorde pessoal uma vez que o vento estava acima do limite legal. 
Participou ainda nos 100m do campeonato do mundo e na estafeta. Por motivos de ordem física não pode participar nos 200 metros.

## 2010
Ligeiramente acima dos seus recordes pessoais, fez mínimos para participar nos Campeonatos da Europa em Barcelona. Participou na prova de 200 metros conseguindo chegar às meias-finais. Na estafeta de 4x100 metros, apesar de não se ter conseguido uma medalha, juntamente com os colegas Ricardo Monteiro, Francis Obikwelu e João Ferreira bateram os recorde de Portugal para 38.88 segundos. Foi a primeira vez que a estafeta Portuguesa bateu os 39 segundos.

## 2011
Tendo deixado a equipa do Sporting, iniciou a época 2010/2011 como atleta individual. Apesar de competir como individual, foi nos Campeonatos Nacionais de Pista Coberta de Portugal que supreendeu tudo e todos ao vencer pela primeira vez na prova de 60 metros, o compatriota Francis Obikwelu, com um recorde pessoal de 6.65 segundos.
Nos Campeonatos Europeus de Pista Coberta em Paris, qualificou-se para as meias-finais com 6.65, igualando o seu recorde pessoal. Nas meias-finais, ficou em 3º lugar na sua série com 6.66 segundos. Devido aos parâmetros de qualificação não se conseguiu apurar para a final, apesar de ter ficado com a 8ª melhor marca.
Iniciou a época de ar livre a 15 de Maio nos Campeonatos Nacionais Universitários, abrindo a época com 10.56 segundos. Uma semana depois, no Meeting de Leiria, ganhou o 1º lugar com 10.54 segundos (vento: 0,0 m/s).
No início de Junho, Arnaldo Abrantes participou no International Flanders Athletics Meeting na Bélgica. Nos 100 metros defrontou o campeão mundial dos 60 metros, Dwain Chambers, ficando em segundo lugar com 10.70 segundos e Chambers completou a prova em 10.27 segundos. A marca pobre dos 100 metros deveu-se ao vento contra que se verificou durante a prova (vento: -2.3 m/s). Mais tarde, Arnaldo venceu a prova de 200 metros com 20.90 segundos (vento: 0,0 m/s).
A 3 de Julho, Arnaldo Abrantes participou no Meeting de Chaux de Fonds na prova de 200 metros completando-a em 20.61 segundos (vento: +0.8 m/s). Esta marca constitui mínimos B para os Campeonato Mundial de Atletismo de 2011 em Daegu e Jogos Olímpicos de 2012 em Londres. .

## 2012
Com o regresso ao Sport Lisboa e Benfica esteve presente nas vitórias do SLB no nacional de clubes de Pista Coberta e Ar Livre. Na pista coberta surpreendeu ao ganhar os 400m com 48.19s na sua primeira prova de 400m de sempre. No ar livre, menos bem, foi segundo nos 200m, atrás do grande atleta David Lima do SCP, ajudando ainda a estafeta de 4x100 do Benfica a ser vitoriosa.
Apesar de um começo mais abaixo do que o habitual, Arnaldo termina a época com 2 marcas boas nos 200m, com 20.72s na Suíça e 20.88s nos Jogos Olímpicos de Londres.
O atleta, de 25 anos, que já é médico formado, participou no Jogos Olímpicos de Londres, onde melhorou a sua participação relativamente a Pequim.

## Recordes pessoais
- 60 metros  6,65  (Pombal e Paris - 2011)
- 100 metros 10,19 (Salamanca - 2009)
- 200 metros 20,48 (Osaka - 2007)
- 300 metros 30,70 (Gante - 2013)[4]

## Campeonatos Nacionais
- 1º lugar Campeonato Nacional 2007 100 metros - 10.33
- 1º lugar  Campeonato Nacional 2004 200 metros - 21.63
- 1º lugar Campeonato Nacional Pista Coberta 2009 60 metros - 6.72
- 1º lugar Campeonato Nacional Pista Coberta 2011 60 metros - 6.65

## Jogos Olímpicos
- Pequim 2008 200 metros (Eliminatórias - 21.46)
- Londres 2012 200 metros (Eliminatórias - 20.88)

## Campeonato do Mundo
- Daegu 2011 200m (Eliminatórias - 21.10)
- Berlim 2009 100m (Eliminatórias - 10.41 / Quartos de Final - 10.40)
- Osaka 2007 200m (Eliminatórias - 20.48 / Quartos de Final - 20.82)

## Campeonato da Europa
- Barcelona 2010 200m (Eliminatórias - 20.87 / Meias Finais - 20.88)
- Barcelona 2010 4x100m (Eliminatórias - 39.30 / Final (6º) - 38.88)

## Campeonato Europeu em Pista Coberta
- Torino 2009 60m (Eliminatórias - 6.78)
- Paris 2011  60m (Eliminatórias - 6.65 / Meias Finais - 6.66)

## Campeonato do Mundo de Juniores
- Grosseto 2004 100m (Eliminatórias - 10.93)

## Jogos da Lusofonia
- Macau 2006 200m (Final (2º) - 21.92)
- Lisboa 2009 200m (Final (1º)- 20.64)

## Universíadas
- (Bangkok 2007) 100 metros (7º Lugar)